# Johann Schneider-Ammann
Johann Niklaus Schneider-Ammann (ur. 18 lutego 1952) – szwajcarski polityk i przedsiębiorca, deputowany do Rady Narodowej od 1999 do 2010. Członek Szwajcarskiej Rady Federalnej od 1 listopada 2010 do 31 grudnia 2018. Od 1 stycznia do 31 grudnia 2015 wiceprezydent Szwajcarii. Prezydent Konfederacji  Szwajcarskiej od 1 stycznia do 31 grudnia 2016

## Życiorys
Johann Schneider-Ammann urodził się w Sumiswald w kantonie Berno. Dorastał w Affoltern. W 1977 ukończył elektrotechnikę na Politechnice Federalnej w Zurychu. W 1983 zdobył dyplom MBA w instytucie INSEAD w Fontainebleau we Francji.
W latach 1978–1981 pracował jako projektant w przedsiębiorstwie technologicznym Oerlikon-Bührle. Od 1981 do 1984 był urzędnikiem w grupie Ammann Group. W latach 1984–1989 pełnił funkcję kierownika Ammann Maschinenfabrik AG, a od 1990 funkcję prezesa i dyrektora generalnego Ammann Group Holding AG. Został również przewodniczącym Stowarzyszenia Inżynierów oraz wiceprzewodniczącym Szwajcarskiej Federacji Biznesu.
6 grudnia 1999 objął mandat deputowanego w Radzie Narodowej z ramienia Radykalno-Demokratycznej Partii Szwajcarii (FDP) w kantonie Berno. Zasiadł w parlamentarnej Komisji Gospodarki i Podatków. Mandat sprawował do 31 października 2010.
22 września 2010 został wybrany przez obie izby parlamentu w skład Szwajcarskiej Rady Związkowej. Wymaganą większość głosów uzyskał w piątej rundzie głosowania, pokonując w niej kandydata Szwajcarskiej Partii Ludowej Jean-François Rime’go (stosunkiem głosów 144 do 93). W czwartej rundzie głosowania z rywalizacji odpadła jego partyjna koleżanka, Karin Keller-Sutter. Urząd objął 1 listopada 2010, kiedy zastąpił Hansa-Rudolfa Merza, który swoją rezygnację zapowiedział już w sierpniu 2010. Jednocześnie stanął na czele resortu spraw gospodarczych.
9 grudnia 2015 został wybrany na urząd prezydenta Szwajcarii, który objął 1 stycznia 2016. Jego kandydaturę poparło 196 spośród 208 deputowanych.

## Życie prywatne
Johann Schneider-Ammann jest żonaty, ma syna i córkę.